# Замок Мімі
Замок Мімі (рум. Castel Mimi) це виноробня та пам'ятка архітектури, яка була побудована наприкінці 19 століття в селі Бульбоака в Аненій-Нойський район в Молдові.

## Історія
Будівництво винзаводу, яке було замовлено бессарабським державним діячем, а згодом дипломатом і виноробом Костянтином Мімі на землі його родини, було завершено у 1900/1901 р. (за іншими відомостями вже у 1893 р.). Його архітектурний дизайн був натхненний французькими моделями та демонструє форми класицизму та історизму. Це тому, що Мімі, відданий виноградар і винороб, а також засновник одного з найвідоміших виноробень у Бессарабії, вивчала виноградарство та виноробство в Монпельє. Цей виноробний завод вважається першим автентичним шато в Бессарабії. Оскільки він був побудований із залізобетону (новість того часу) у два поверхи, він вважався сучасною будівлею не лише в Бендерському повіті, а й у всій губернії. Підвал містив близько 300 000 літрів вина в бочках.
2023 року в замку Мімі проведено другий саміт Європейського політичного співтовариства (EPC).

## Туристичний комплекс Castel Mimi
З реконструкцією туристичного комплексу Castel Mimi також було завершено: музей, художню галерею для молодих художників, конференц-зал, готель, спа-центр, ресторан, кілька студій як народного мистецтва, так і кулінарного мистецтва. Також є кілька залів для вечірок: у садибному будинку знаходяться чотири великі зали на 100—120 гостей, два дегустаційні зали та шість кімнат у підвалі.

## Фотогалерея

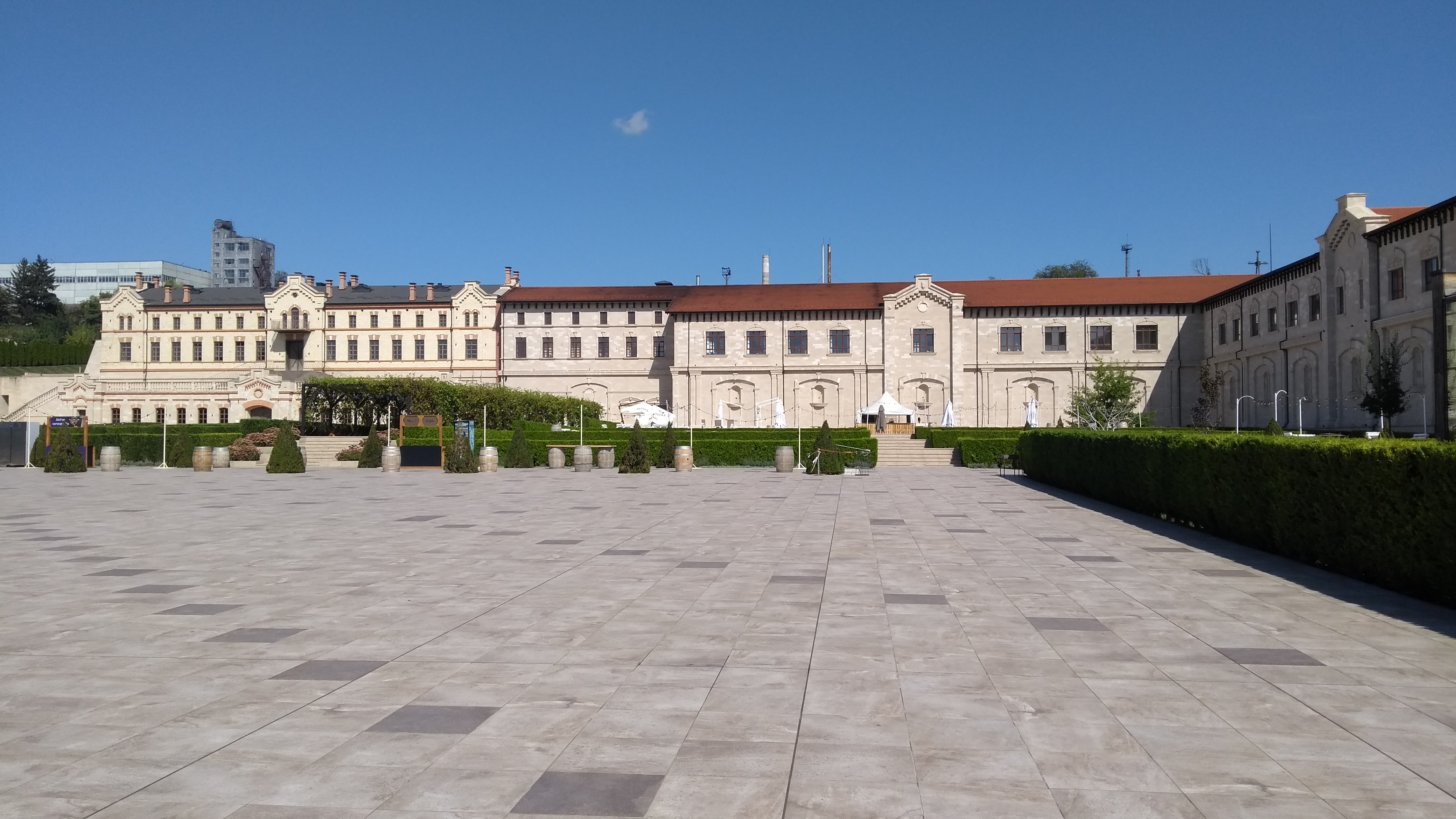
Загальний вигляд
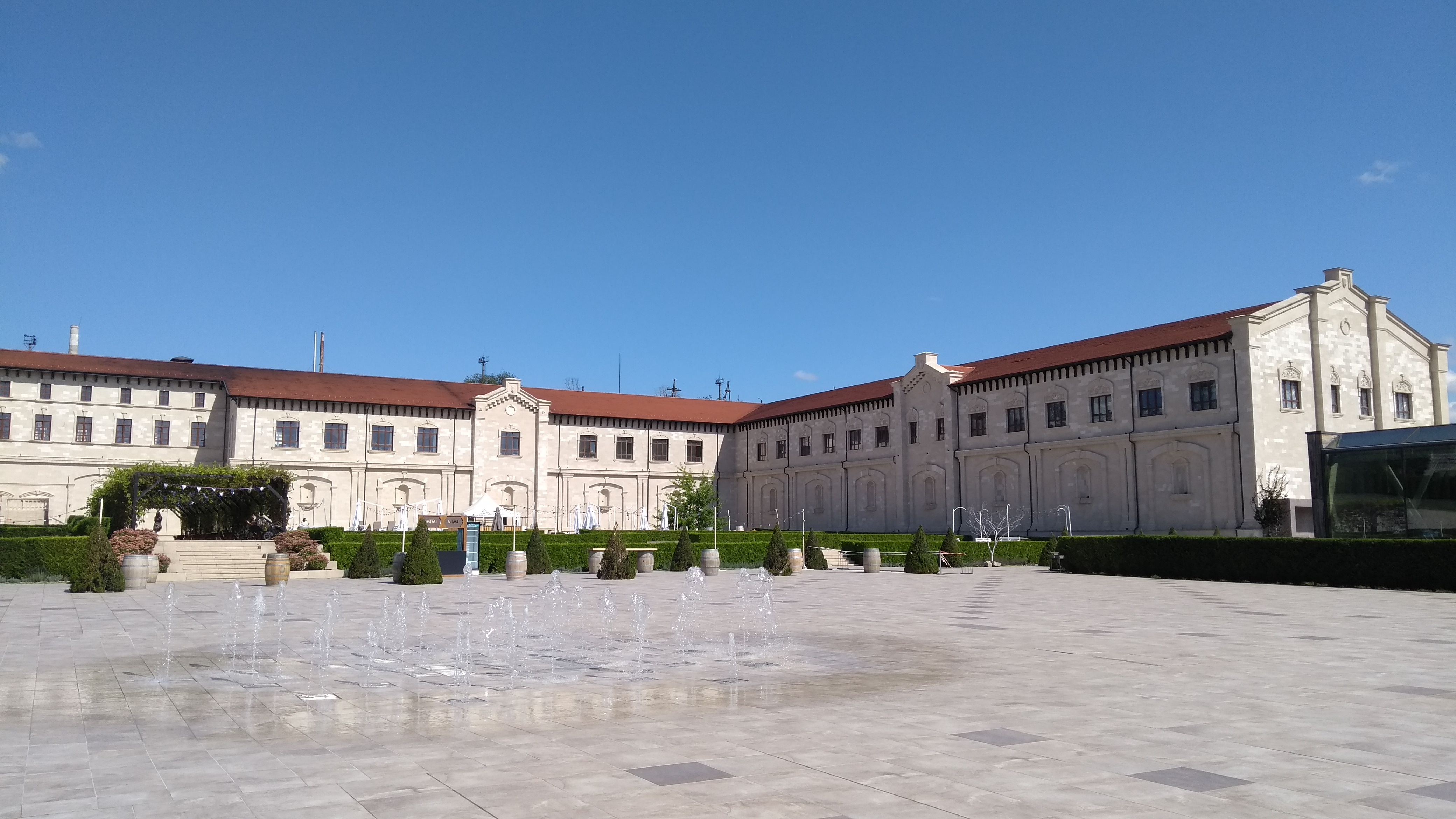